# Gutiérrez (Cundinamarca)
Pour les articles homonymes, voir Gutiérrez.
Gutiérrez est une municipalité située dans le département de Cundinamarca, en Colombie.